# Danrlei de Deus Hinterholz
Danrlei de Deus Hinterholz, más conocido como Danrlei (Crissiumal, Río Grande del Sur, Brasil, 18 de abril de 1973), es un exfutbolista y político brasileño que jugaba como portero. Actualmente rige como secretario del su estado natal Río Grande del Sur por el Partido Social Democrático desde el 4 de mayo de 2021.

## Biografía
Su primer club fue Grêmio, del estado de Río Grande del Sur, para el que se desempeñó como jugador durante diez años. Ganando diversos títulos, tanto en el ámbito local como internacional, es considerado uno de los grandes ídolos de la institución.
Se unió al Tricolor Gaúcho en 1987, en su juventud, gracias a su tío Hinterholz Gilmar Roberto o Beto, que actuó como portero en el club. Debutó en el equipo mayor en 1993, con solo 20 años de edad, ganando el Campeonato Gaucho. Tuvo su primer partido como titular en el segundo semestre, debutando contra Fluminense.
En 1994, Grêmio fue campeón de la Copa de Brasil 1994, teniendo grandes actuaciones. En 1995, Danrlei fue campeón de la Copa Libertadores y del gauchao nuevamente. Al año siguiente, obtuvo la Recopa Sudamericana 1996, cuando derrotó a Independiente por 4 a 1. También ganó el Brasileirão y estuvo convocado a la selección brasileña, que fue a los Juegos Olímpicos y ganó la medalla de bronce. Más tarde, también en Grêmio, Danrlei también ganó la Copa de Brasil en 1997 y 2001.
En 2004, después de 10 años consecutivos en el club gaucho, Danrlei se trasladó a Fluminense. Sin embargo, sin las garantías del título, estuvo solo hasta el mes de abril, jugando solo tres partidos. 
Recibió una oferta del Atlético Mineiro en el segundo semestre. Allí estuvo unos meses, antes de dar el paso hacia Portugal.
En agosto de 2006, se trasladó al equipo portugués Beira-Mar, donde también se desempeñó su excompañero en Grêmio Jardel. En diciembre rescindió su contrato y volvió a Porto Alegre; a principios de 2007, firma con São José. El 3 de marzo de 2007, Danrlei jugó por primera vez como visitante en el Estadio Olímpico Monumental, antiguo estadio de Grêmio.
El 5 de enero de 2009, Danrlei firma por una temporada con el Brasil de Pelotas. El 17 de febrero, en un partido con el club de Pelotas, sufrió tres goles en su visita al estadio Olímpico Monumental en el Campeonato Gaúcho. 
Danrlei se despidió de las canchas el 12 de diciembre de ese año, en un partido homenaje con los campeones de la Copa Libertadores 1995.
En su tiempo libre, Danrlei actúa como DJ, siendo el propietario de una empresa llamada Moving Dj's en Porto Alegre.

## Clubes
| Club              | País     | Temporadas |
| ----------------- | -------- | ---------- |
| Grêmio            | Brasil   | 1993−2004  |
| Fluminense        | Brasil   | 2004       |
| Atlético Mineiro  | Brasil   | 2004−2005  |
| Beira-Mar         | Portugal | 2006       |
| São José          | Brasil   | 2007       |
| Clube Remo        | Brasil   | 2007       |
| Brasil de Pelotas | Brasil   | 2009       |

## Palmarés

### Torneos regionales
| Título            | Club                             | Estado             | Año  |
| ----------------- | -------------------------------- | ------------------ | ---- |
| Campeonato Gaúcho | Grêmio Foot-Ball Porto Alegrense | Río Grande del Sur | 1993 |
| Campeonato Gaúcho | Grêmio Foot-Ball Porto Alegrense | Río Grande del Sur | 1995 |
| Campeonato Gaúcho | Grêmio Foot-Ball Porto Alegrense | Río Grande del Sur | 1996 |
| Campeonato Gaúcho | Grêmio Foot-Ball Porto Alegrense | Río Grande del Sur | 1999 |
| Campeonato Gaúcho | Grêmio Foot-Ball Porto Alegrense | Río Grande del Sur | 2001 |

### Torneos locales
| Título                          | Club                             | País   | Año  |
| ------------------------------- | -------------------------------- | ------ | ---- |
| Copa de Brasil                  | Grêmio Foot-Ball Porto Alegrense | Brasil | 1994 |
| Campeonato Brasileño de Serie A | Grêmio Foot-Ball Porto Alegrense | Brasil | 1996 |
| Copa de Brasil                  | Grêmio Foot-Ball Porto Alegrense | Brasil | 1997 |
| Copa de Brasil                  | Grêmio Foot-Ball Porto Alegrense | Brasil | 2001 |

### Torneos internacionales
| Título                          | Equipo                           | Sede          | Año  |
| ------------------------------- | -------------------------------- | ------------- | ---- |
| Copa Libertadores de América    | Grêmio Foot-Ball Porto Alegrense | Medellín      | 1995 |
| Recopa Sudamericana             | Grêmio Foot-Ball Porto Alegrense | Kōbe          | 1996 |
| Preolímpico Sudamericano Sub-23 | Selección de Brasil              | Mar del Plata | 1996 |
| Bronce en Juegos Olímpicos      | Selección de Brasil              | Atlanta       | 1996 |